# 酢豚
酢豚（すぶた）とは、下味をつけた角切りの豚肉を用い、衣をつけて油で揚げ、甘酢あんをからませた中華料理である。
日本の中華料理店では「酢豚」は一般的なメニューとなっている事が多く、一般家庭で作る事もあり、レトルトパックや調味料パックの他に弁当屋のメニューとなっている事も多い。広東料理店が多い欧米でも人気が高く、世界範囲で有名な中華料理の一つである。
豚肉の代わりに鶏肉を用いたものは酢鶏と呼ばれる。

## 名称
酢豚は日本で付けられた名称である。
中華料理においては、広東料理の古老肉、江蘇料理（上海料理）の糖醋排骨が該当する。
日本において「酢豚」の語が使われ始めた時期は定かではないが、1950年発行の『西洋料理と中華料理』（主婦之友社編）では247頁にて「古滷肉（クーローヨー）」という名称の料理に「これは酢豚といっておなじみの中華料理の一つです」と説明がされているほか、1954年に読売新聞で連載された獅子文六の小説『青春怪談』にも登場しており、1950年代までには「酢豚」の名称が日本で使われていたことが判る。
なお、長崎県および九州の一部ではスーパイコ（酢排骨）と呼ばれている。

## 概要
片栗粉を水で溶き、その中に米酢・ケチャップ・醤油を入れて甘酢あんを作る。そして甘酢あんを豚肉の唐揚げと素揚げした野菜と一緒に炒めて完成。野菜は筍・玉ねぎ・ピーマン・ニンジンが中心で、椎茸・じゃがいも・きくらげ・蓮根などを入れることもある。

### 糖醋排骨
糖醋排骨（タンツーパイクー）は、排骨（豚のスペアリブ）を「砂糖（糖）」と「酢（醋）」で味付けした料理である。

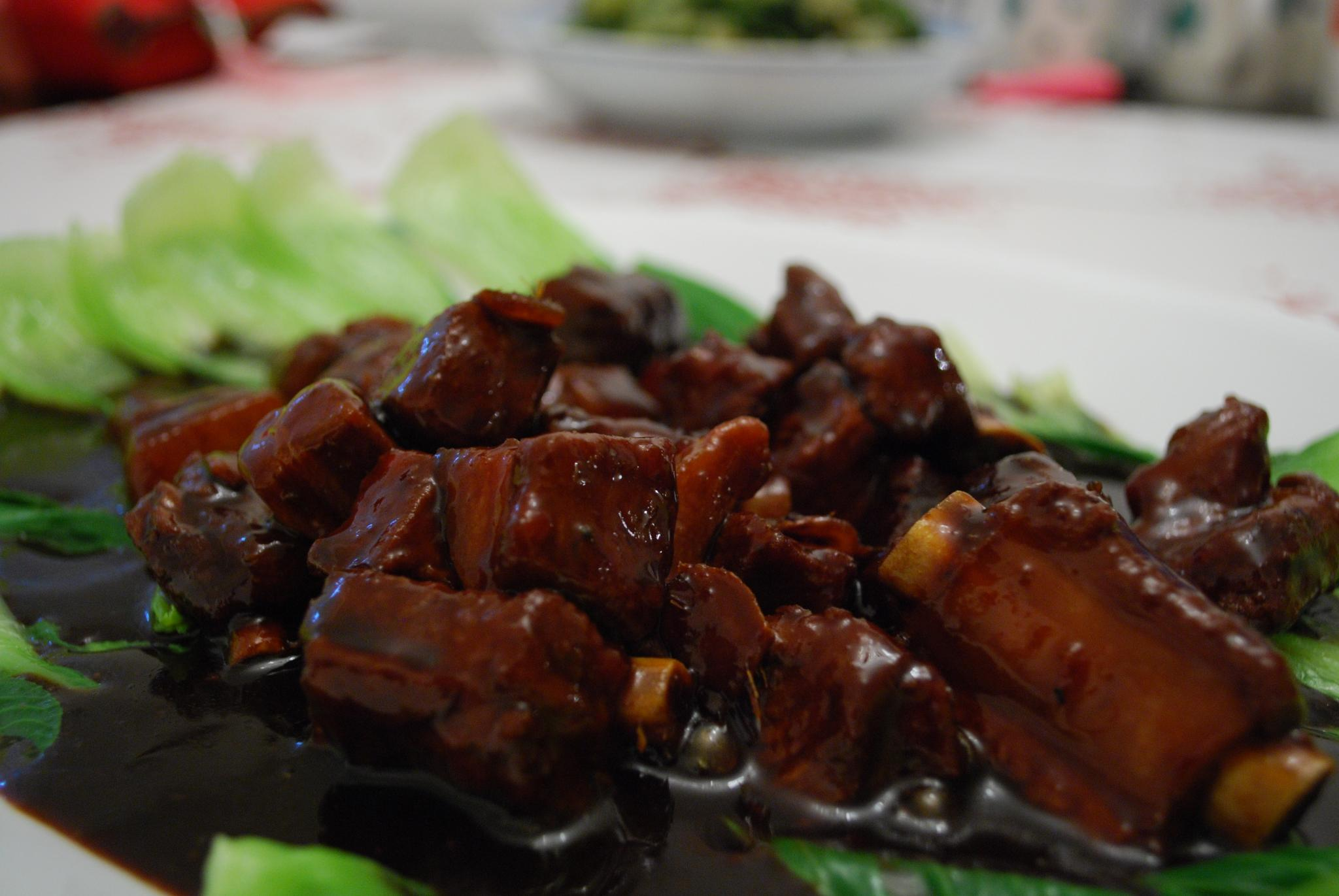
糖醋排骨

起源は浙江省とも江蘇省とも言われている。日本の酢豚と比べると、酸味よりも甘味が勝る。
排骨ではなく、骨がない豚肉を用いた場合は、糖醋肉塊（タンツーロウカイ）と呼ばれる。

### 古老肉
古老肉（グーラオロウ）は、広東省が発祥とされる料理。咕咾肉や咕噜肉とも表記される。
広東省人民政府によれば、欧米人に人気だった糖醋排骨を欧米人向けに改良して、清の時代に誕生したものが、パイナップル入りの古老肉とのことである。
パイナップル入りの古老肉は菠蘿古老肉と呼ばれており、「菠蘿」がパイナップルの意味である。清の時代、イギリス領だった香港やフランスの影響力が強かった上海において、在住の欧米人を相手にした高級感のある料理を出そうと考えたのがきっかけとされる。当時のパイナップルは現在の価格で1個90万円する高級食材であった。
豚肉とパイナップルの組み合わせはポークソテーのつけ合わせなどにも見られ、甘酸っぱい食味の効果もあるが、果実に含まれるタンパク質分解酵素のブロメラインが肉を軟らかくする効果を目的の1つにしているとされる。ただし、加熱しすぎると分解酵素の働きが弱くなってしまうため、じっくり炒めてしまうと効果は期待できない。また、缶詰のパイナップルも加熱処理されているため、生のパイナップルのような効果はない。

### 酢豚
菠蘿古老肉は満州を経由して日本に入ってくることになる。日本の酢豚は上述のように広東料理を発祥とする「古老肉」、上海料理を発祥とする「糖醋肉」があるが、ほとんどが古老肉にパイナップルが加えられる。
しかし、日本人にとって「料理に果物が入っている」というのは馴染めなかったらしく、パイナップルを除去した酢豚が作られるようになり、「広東の酢豚（古老肉）をベースにした日本式酢豚」とでもいうべきものになった。

### スウィート・アンド・サワー・ポーク

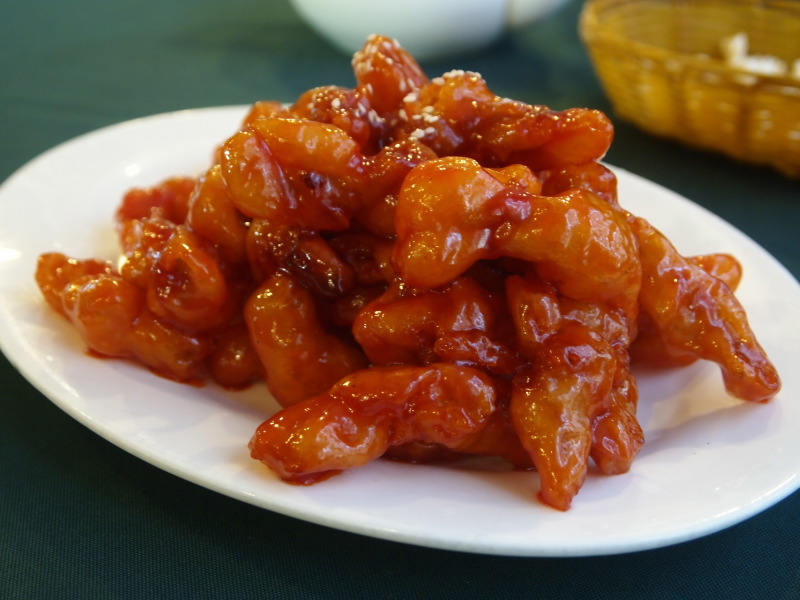
Sweet and Sour Pork

英語圏では、酢豚をスウィート・アンド・サワー・ポーク (Sweet and Sour Pork) と呼ぶ。肉以外の具を使わず、着色料で赤くしたものを指す場合も多い。アメリカ合衆国やカナダなどでは、既製品のスウィート・アンド・サワー・ソース (Sweet and Sour Sauce) が市販されており、単に素揚げした豚肉にこれをかけて供するというスタイルもよく見られる。

### タンスユク
韓国料理のタンスユク（朝鮮語: 탕수육）は「韓国風酢豚」とも呼ばれる。
日本の酢豚と比べた場合は酸味が抑えられている。名称は糖醋肉が転じて韓国風の名称になったもの。

## パイナップル論争
日本においては、酢豚の具材にパイナップルを入れて提供することがあるが、パイナップルを入れる・入れないで論争が起きることが日常的にも起こる。